# Bitwa morska pod Passero
Bitwa morska pod Passero (lub Passaro) – zwycięstwo floty brytyjskiej nad hiszpańską 11 sierpnia 1718 r. podczas wojny Hiszpanii z czwórprzymierzem 1717-1720. Bitwa stoczona została koło Przylądka Passero, na południowy wschód od Sycylii.
W lipcu 1718 r. wysadzony został na Sycylii potężny desant hiszpański liczący 30 tys. żołnierzy. Armia ta wkrótce przystąpiła do oblężenia Mesyny bronionej przez sabaudzki garnizon. Operację ochraniała flota hiszpańska (26 liniowców i fregat, 4 kecze, 7 galer i kilka statków transportowych) dowodzona przez admirała Antonio Gaztañetę.
Brytyjska flota (22 okręty, blisko 1400 dział) dowodzona przez admirała George'a Bynga wysłana została przez rząd angielski, by przeciwdziałać hiszpańskim operacjom na Sycylii. Admirał Byng całkowicie zaskoczył flotę hiszpańską. Udało się to dzięki temu, że w tym czasie Anglia i Hiszpania oficjalnie nie były w stanie wojny, a hiszpańska flota żeglowała rozproszona i widząc Brytyjczyków nie spodziewała się żadnego zagrożenia. Hiszpańska flota podzieliła się na dwie części – mniejsze okręty schroniły się w pobliże wybrzeży, podczas gdy większe jednostki stoczyły walkę z Brytyjczykami. Okręty brytyjskie Canterbury wraz z okrętem Argyle, Burford i 4 innymi ruszyły w pościg za małymi jednostkami hiszpańskimi, zdobywając większość z nich. Reszta toczyła walki abordażowe z Hiszpanami i dzięki rozproszeniu przeciwnika udało się zdobyć większość hiszpańskich liniowców i fregat z okrętem flagowym San Felipe na czele (który eksplodował podczas holowania). Poza tym zdobyto okręt kontradmirała Chacona 70-działowy Principe de Asturias i 60-działowy San Carlos z księciem Chalay na pokładzie. Z floty hiszpańskiej ocalało jedynie 5 liniowców i 7 fregat, w tym 60-działowy San Luis kontradmirała Guavary wraz z innym 60 działowym liniowcem San Fernando. Wszystkie te okręty schroniły się na Malcie.
Zdobyte okręty hiszpańskie zgromadzone zostały koło Minorki.
W 1731 r. Brytyjczycy zaoferowali zwrot okrętów zdobytych w tej bitwie, jednak okazało się, że wszystkie są już przegniłe i zdewastowane. W wyniku tej bitwy flota angielska zdobyła całkowite panowanie na Morzu Śródziemnym. Wojska hiszpańskie znajdujące się na Sycylii zostały zablokowane. Dopiero w grudniu 1718 roku, gdy wojna toczyła się już na pełnych obrotach, państwa czwórprzymierza (Wielka Brytania, Francja, Austria i Holandia) oficjalnie wypowiedziały wojnę Hiszpanii.

## Literatura
- Trafalgar and the Spanish Navy (1988)
- Pattee Byng's Journal 1718-1720 (1950)